# Housatonic State Forest
Housatonic State Forest ist ein State Forest im US-Bundesstaat Connecticut auf dem Gebiet der Gemeinden Sharon, Canaan, Cornwall und North Canaan.

## Geographie
Der State Forest erstreckt sich in mehreren Parzellen entlang des Housatonic Rivers. Im Gebiet liegen zwei Naturreservate: Gold’s Pines und Canaan Mountain ⊙. In seiner südlichsten Parzelle umschließt der Wald auch Housatonic Meadows State Park. Dort verläuft auf dem gegenüberliegenden Ufer die Trasse des Housatonic Valley Rail-Trail und es ist der einzige State Forest in Connecticut, durch den der Appalachian Trail verläuft.
Bei Gold’s Pines steht der höchste Baum Connecticuts, eine Weymouth-Kiefer mit einer Höhe von ca. 48 m. Die Bäume haben ein Alter von beinahe 200 Jahren.
Die Parzellen gehen bis nah an die Grenze von Massachusetts und New York. Die nächstgelegenen State Parks sind Haystack Mountain State Park und Dennis Hill State Park im Osten sowie Mohawk State Forest im Südosten.

## Freizeitmöglichkeiten
Besonders beliebt sind Wanderungen auf dem Appalachian Trail. Auch Campen, Angeln und andere Outdoor-Aktivitäten sind möglich.